# Стрелка (транспортная карта)
«Стре́лка» — пополняемая транспортная карта, электронное средство платежа для безналичной оплаты проезда в общественном транспорте Московской области.
25 ноября 2014 года правительство Московской области, ОАО «Универсальная электронная карта» и ГУП МО «Мострансавто» подписали инвестиционный договор о внедрении в Подмосковье единой транспортной карты для безналичной оплаты проезда в общественном транспорте. Проект стартовал 1 февраля 2015 года.

## Введение карты в эксплуатацию

### Цели введения
Цель создания системы — безналичной оплаты проезда для пассажиров — обеспечение простоты и удобства оплаты проезда в общественном транспорте.

Прежде всего, универсальная электронная карта должна быть удобной и доступной. Но главное — избавить огромное количество человек от простаивания в очередях…
Помимо удобства пассажиров введение ЕТК позволит области более плотно контролировать прозрачность денежных потоков, которые сейчас в системе общественного транспорта не совсем понятны.
— Губернатор Московской области Андрей Воробьёв

### Предпосылки введения системы
Для Правительства Московской области
- Разрозненный рынок пассажирских перевозок в Московской области, в том числе действующих карт для оплаты проезда
- Преобладание оборота наличных денежных средств, что способствует возникновению нарушений финансовой дисциплины
- Отсутствие эффективного контроля за денежным оборотом и пассажиропотоком, комплексного анализа данных по маршрутам, что не дает Правительству Московской области объективно оценивать финансовые результаты работы перевозчиков
- Недостаток информации о выручке не позволяет сформировать сбалансированную систему транспортных услуг, отвечающую текущим потребностям населения, а также разработать рациональные мероприятия по повышению привлекательности пассажирского транспорта общего пользования

Для пассажиров:
- Необходимость приобретения отдельных проездных билетов у разных перевозчиков;
- Отсутствие гибкой системы скидок на оплату проезда и удобной системы оплаты проезда;
- Невозможность использования современных электронных средств платежа и неудобство наличной оплаты проезда;
- Отсутствие эффективного контроля за расходами на транспорт.

Для перевозчиков:
- Недостаточная защищенность бумажных билетов от подделки;
- Отсутствие технологии автоматизированного учета продажи билетов за наличные средства, что приводит к злоупотреблению денежными средствами кондукторами и водителями транспортного средства перевозчика;
- Отсутствие технологий оперативного сбора данных об оплаченных поездках и проданных билетах.

### Участники проекта
В ноябре 2014 года был подписан инвестиционный договор о внедрении единой транспортной карты между правительством Московской области, АО «УЭК» и ГУП МО «Мострансавто». Со стороны правительства Московской области ответственные за реализацию проекта по внедрению Единой транспортной карты в Московской области «Стрелка» — министерство транспорта Московской области министерство государственного управления, информационных технологий и связи Московской области.
Оператором проекта является АО «Универсальная электронная карта», в функции которого входит установка и поддержка транспортного приложения для обработки транспортных карт, эмиссия карт, продажа и постпродажное обслуживание, установка оборудования на транспортных средствах перевозчика, установка оборудования для продажи билетов на разовую поездку. Оператор также ведет учет совершенных поездок по единой транспортной карте, социальным картам, разовым билетам и QR-коду.
Привлечение частного инвестора в подобный полномасштабный государственный проект в транспортной сфере — уникальный прецедент в России, поскольку традиционно такие проекты реализуются за счет бюджета. Инвестиции компании покроют все расходы на создание и функционирование системы за семь лет реализации проекта, после чего АО «УЭК» передаст все наработки по нему (включая права на использование торговой марки, патенты, программное обеспечение и другую интеллектуальную собственность) правительству Московской области.

### Пилотный проект «Вездеход»
Весной-летом 2014 года Московская область и АО «УЭК» уже тестировали проект использования единой транспортной карты в Одинцовском районе. Карта получила название «Вездеход». В результате была сформирована широкая и доступная сеть распространения и пополнения единой транспортной карты. Созданы и успешно апробированы следующие технологические решения:
- новая технология транспортного приложения ЕТК-онлайн, включает возможности пополнения транспортной карты через мобильное приложение, web-портал, Сбербанк-онлайн, УЭК-онлайн, со счета мобильного оператора;
- возможность автоматического определения зональной тарификации (по данным системы спутниковой навигации GPS/ГЛОНАСС);
- независимая система видеоконтроля (записи, передачи и анализа видеоинформации) всех вошедших и вышедших пассажиров в транспортном средстве в целях обеспечения оптимизации работы контрольно-ревизионных служб, выявления фактов незаконной деятельности на борту и обеспечения безопасности пассажиров;
- возможность проверки текущего баланса карты посредством «СМС-информирования» и веб-порталах.

### Дизайн карты
В выборе дизайна и названия единой транспортной карты Подмосковья принимали участие жители Московской области с 25 ноября по 5 декабря 2014 года. Были предложены три названия ЕТК: «Стрелка», «Вездеход» и «Скороход» и четыре варианта дизайна карты. На сайте www.vezdecard.ru любой желающий мог оставить свой голос за понравившийся вариант оформления карты.

## Общие характеристики
Единая транспортная карта «Стрелка» (ЕТК) является неперсонализированной пополняемой картой и электронным кошельком для оплаты проезда на общественном транспорте Московской области. В карте используется чип Mifare SAM AV2.
С 1 февраля 2015 года держатели «Стрелки» оплачивают в безналичной форме проезд на более 5 тысячах автобусах ГУП «Мострансавто», с 1 марта 2015 года пользуются услугой — запись на «Стрелку» билета или абонемента для проезда на пригородных электропоездах ЦППК и МТППК.
На сегодняшний день единую транспортную карту «Стрелка» принимают к оплате в транспортных средствах более 200 муниципальных и коммерческих перевозчиков (более 5 тысяч транспортных средств).
Реализация проекта получила поддержку со стороны правительства Российской Федерации и министерства транспорта Российской Федерации. Министр транспорта России Максим Соколов отметил: «Эта система — залог гарантированности и прозрачности платежей».
Мобильный терминал по приёму карт и выдаче билетов, который находится у водителей автобусов и кондукторов, использует мобильный интернет Билайна.

### Преимущества
- Возможность оплаты проезда в безналичном виде с использованием универсального средства.
- Отказ от практики приобретения месячных проездных билетов и создание условий для введения программ лояльности и реализации гибкой системы скидок на оплату проезда.
- Поддержка абонентов (чтобы позвонить в службу поддержки клиентов, необходимо набрать 8(800)1007790 и дождаться соединения с оператором)[6].
- Широкая сеть пополнения единых транспортных карт, в том числе удалённо, с использованием электронных средств платежа.
- Обеспечение эффективного контроля расходов на оплату проезда на общественном транспорте.
- Защищённость билетов от подделки.
- Легализация доходов перевозчиков.
- Экономия на проезде в общественном транспорте по маршрутам с регулируемым тарифом.

### Недостатки
- Невозможно записать абонементы на электричку на определённое количество поездок.
- Невозможно дистанционно (сидя дома) «записывать» любые билеты (в том числе разовые) на электричку и, как следствие, большие очереди в кассу и к автоматам на небольших станциях.
- Отсутствие интеграции карты в проект тарифной системы МЦД для участков, заходящих в Московскую область.
- Малое количество пунктов обмена для бракованных карт на всю Московскую область вынуждает пассажиров тратить заметные деньги и время для замены неработающей карты.
- Нельзя купить билеты на несколько человек по одной карте, так как после снятия суммы карта блокируется на 10 минут[7].
- Карта продаётся только на отдельных железнодорожных станциях. Подробная информация о пунктах продажи и пополнения на сайтах Центральной пригородной пассажирской компании (ЦППК) и Московско-Тверской пригородной пассажирской компании (МТППК).
- Имеется специальный перечень маршрутов Московской области (с максимальной тарификацией свыше 161 рубля, а также выходящие за пределы Московской области), на которых оплата проезда «Стрелкой» невозможна. Также в некоторых подмосковных городах (Коломна) стоимость проезда по городу на договорных рейсах Мострансавто незначительно дороже, чем на социальных.
- Упразднение ряда спецтарифов для ближних пригородов Москвы. Отдельные спецтарифы сохранялись на пригородных маршрутах, отжатых у Мосгортранса с 1 января 2015 года в течение года после отжатия.
- Наличие так называемого «неснижаемого остатка» в 18 рублей.
- В отличие от карты «Тройка», действующей 5 лет со дня последнего пополнения (то есть, фактически бессрочно), карта «Стрелка» действительна в течение 5 лет с момента её выпуска. Поэтому при окончании срока действия карты у пассажира могут быть проблемы с возвратом или переносом денежных средств на новую карту (особенно, если на старой лежала большая сумма).
- Крайне медленное обновление функционала карты и постоянный перенос его сроков.
- Минимальное пополнение из личного кабинета через любую известную систему переводов через интернет (в т.ч. банковскую карту) составляет 50 рублей.

### Пункты продажи и пополнения карты
Приобрести единую транспортную карту «Стрелка» в настоящее время можно в более чем 6 тысячах пунктах:
- в кассах ГУП «Мострансавто»;
- у водителей или кондукторов автобусов «Мострансавто»;
- в салонах «Евросеть» и «Связной»;
- в некоторых кассах пригородных поездов;
- в отделениях ФГУП «Почта России» в Московской области;
- во всех многофункциональных центрах (МФЦ).

Стоимость «Стрелки» — 200 рублей, из которых 80 рублей — залоговая стоимость карты и 120 рублей — баланс счёта карты. Максимальная сумма средств, которую можно положить на карту — 5000 рублей.
В настоящий момент карту можно пополнить в более чем 40 тысячах точках пополнения с использованием более 25 каналов связи:
Наличными, без комиссии
- в салонах связи «Евросеть» и «Связной»;
- через систему электронных платежей «CyberPlat»;
- в любом терминале «Qiwi»;
- в терминалах «Европлат»;
- в отделениях ФГУП «Почта России» в Московской области;
- в билетопечатающих автоматах и пригородных кассах ОАО «Центральная пригородная пассажирская компания» и ОАО «Московско-Тверская пригородная пассажирская компания» на некоторых железнодорожных станциях;
- в платежных терминалах и кассах магазинов электроники «НОУ-ХАУ».

С банковской карты, без комиссии
- через личный кабинет на сайте strelkacard.ru;
- через мобильное приложение «Стрелка» для iOS, Android и Windows Phone;
- в банкоматах и через интернет-банк Банк Москвы;
- в устройствах самообслуживания ОАО «Сбербанк России» и интернет-банке;
- в банкоматах и через мобильное приложение и интернет-банк банка «Возрождение»;
- клиенты банков «Промсвязьбанк» и Тинькофф — в интернет-банке и терминалах;
- клиенты банка «Альфа-Банк» — в интернет-банке «Альфа-Клик» и в мобильном банке «Альфа-Мобайл»;
- в банкоматах  РосЕвроБанка;
- в платежных терминалах АО МКБ «ДОМ-БАНК» (в Домодедовском муниципальном районе).

Электронными деньгами, без комиссии
- с помощью электронного кошелька «Яндекс.Деньги» и международной системы расчетов WebMoney.

С баланса мобильного счета (для абонентов Билайн), с комиссией 3 %
- Для абонентов «Билайн» пополнение возможно на сайтах Билайна, в мобильном приложении и через SMS;
- На сайте платежного сервиса RURU в категории «Транспорт» (с баланса мобильного счета для абонентов «МТС», с комиссией 4,95 %).

Для абонентов «МТС» пополнение возможно несколькими способами:
- на сайте платежного сервиса RURU в разделе «Билеты на транспорт»;
- через SMS (комиссия за услугу — 4,95 %, минимальный платеж — 50 руб.).

### Зона действия карты
С 1 февраля 2015 года карта «Стрелка» используется для проезда более чем на 5 тысячах автобусов «Мострансавто».
С 1 марта 2015 года держатели карты могут воспользоваться услугой — запись электронного билета для проезда на пригородных электропоездах Центральной пригородной пассажирской компанией (ЦППК) и Московско-Тверской пригородной пассажирской компании (МТППК).
На сегодняшний день карту «Стрелка» принимают к оплате на транспортных средствах более 180 коммерческих и муниципальных перевозчиков (это более чем 4 тысячи транспортных средств).
Картой «Стрелка» можно оплатить проезд на Серпуховском речном трамвае по маршруту Серпухов — Сады. Стоимость билета составляет 33,64 рубля.

### Тарифы и цены
В основе создания единой транспортной карты лежит принцип «чем больше ездишь, тем меньше платишь». Максимальная скидка на проезд на маршрутах с регулируемым тарифом составляет 35 %. При этом система скидок зависит от количества поездок, совершенных по данной карте в расчетный период. Расчетный период начинается с первого использования карты для оплаты проезда и составляет 30 календарных дней. По истечении 30 календарных дней накопленные поездки обнуляются и начинается новый период накопления.
Размер скидки задается в рублях и соответствует диапазону поездок:
- на поездки с 1 по 10 поездку скидка не предоставляется;
- с 11 по 20 поездку размер скидки составляет 7 %;
- с 21 по 30 поездку — 14 %;
- с 31 по 40 поездку — 21 %;
- с 41 по 50 поездку — 28 %;
- на все поездки более 51 предоставляется максимальная скидка 35 %.

Коммерческие перевозчики, которые работают на маршрутах с нерегулируемым тарифом, самостоятельно устанавливают стоимость проезда и также самостоятельно принимают решение о введении системы скидок при оплате проезда картой «Стрелка».
С 30 мая 2015 года в Московской области был введён дифференцированный тариф на проезд на маршрутах городского сообщения с регулируемыми тарифами. Стоимость билета за наличный расчет при покупке у кондуктора или водителя стала существенно дороже в связи с применением наценки, которая, в зависимости от дальности маршрута, в 2018 году варьируется от 15 до 40 рублей. По словам министра транспорта Московской области с 13 мая 2015 года Петра Иванова, соответствующие изменения (согласно постановлению правительства Московской области № 352/18 от 19 мая 2015 года) были внесены в постановление правительства Московской области от 5 декабря 2014 года № 1041/46 «О тарифах на перевозку пассажиров и багажа автомобильным и городским наземным электрическим транспортом по маршрутам регулярных перевозок по регулируемым тарифам». Коммерческие перевозчики получили право самостоятельно устанавливать правила применения "Стрелки", большая часть из них принимает карту либо без скидок, либо с минимальной скидкой независимо от расстояния и частоты пользования маршрутом.

### Модификации

#### Карты с льготной тарификацией
С 1 мая 2015 года на территории Московской области введены в обращение карта «Стрелка» для учащихся и карта «Стрелка» для учащихся сельской местности. С 1 февраля 2016 года при оплате проезда картами «Стрелка» для учащихся на маршрутах городского и пригородного сообщения с регулируемым тарифом установлены следующие скидки относительно основного тарифного меню:
- 1—35 поездок — 50 %
- С 36 поездки — 99 %

Примечание: на пригородных маршрутах тариф для учащихся сельской местности, независимо от расстояния, зафиксирован на уровне городского тарифа.
Учёт количества поездок для предоставления скидки осуществляется в системе «Стрелка» в течение 30 календарных дней с даты первой поездки. При этом учитывается оплата проезда на маршрутах как с регулируемым, так и с нерегулируемым тарифом.
Стоимость карты «Стрелка» учащегося и карты «Стрелка» учащегося сельской местности такая же, как у обычной «Стрелки» — 200 рублей.
С 1 мая 2015 года на территории Московской области также введена в обращение льготная единая транспортная карта «Стрелка» для военных пенсионеров. Стоимость также составляет 200 рублей. Для этих льготных категорий введена дополнительная скидка 50 % к основному тарифному меню «Стрелки».

#### Карта «Стрелка» с приложением «Тройка»
Со 2 июня 2016 года начались продажи транспортных карт Москвы и Московской области с объединённым функционалом:
- карта «Тройка» с приложением «Стрелка»;
- карта «Стрелка» с приложением «Тройка»[13][14].

В мае 2017 года начались продажи брелоков «Стрелка» с приложением карты «Тройка».
С 2021 года, в связи с особенностями программного обеспечения валидаторов, на тех маршрутах областных перевозчиков, на которых начался приём к оплате карт «Тройка», списание средств с совмещённых карт стало производиться с транспортного приложения «Тройка».